# Etmopteridae
Los etmoptéridos (Etmopteridae) son una familia de elasmobranquios selacimorfos del orden Squaliformes que habitan en el Atlántico (hacia el norte hasta Islandia), Índico y Pacífico.

## Características
Son tiburones pequeños; la mayoría de las especies miden menos de 90 cm (centímetros) de longitud. Los dientes tienen una prominente cúspide central flanqueada por una o dos prominencias más pequeñas. Poseen dos aletas dorsales con espinas estriadas; la aleta caudal presenta muesca subterminal. Usualmente tienen órganos luminosos.

## Historia natural
Viven en aguas tropicales y templadas, normalmente en el talud continental, y son raros el la plataforma continental; unos pocos son oceánicos.

## Taxonomía

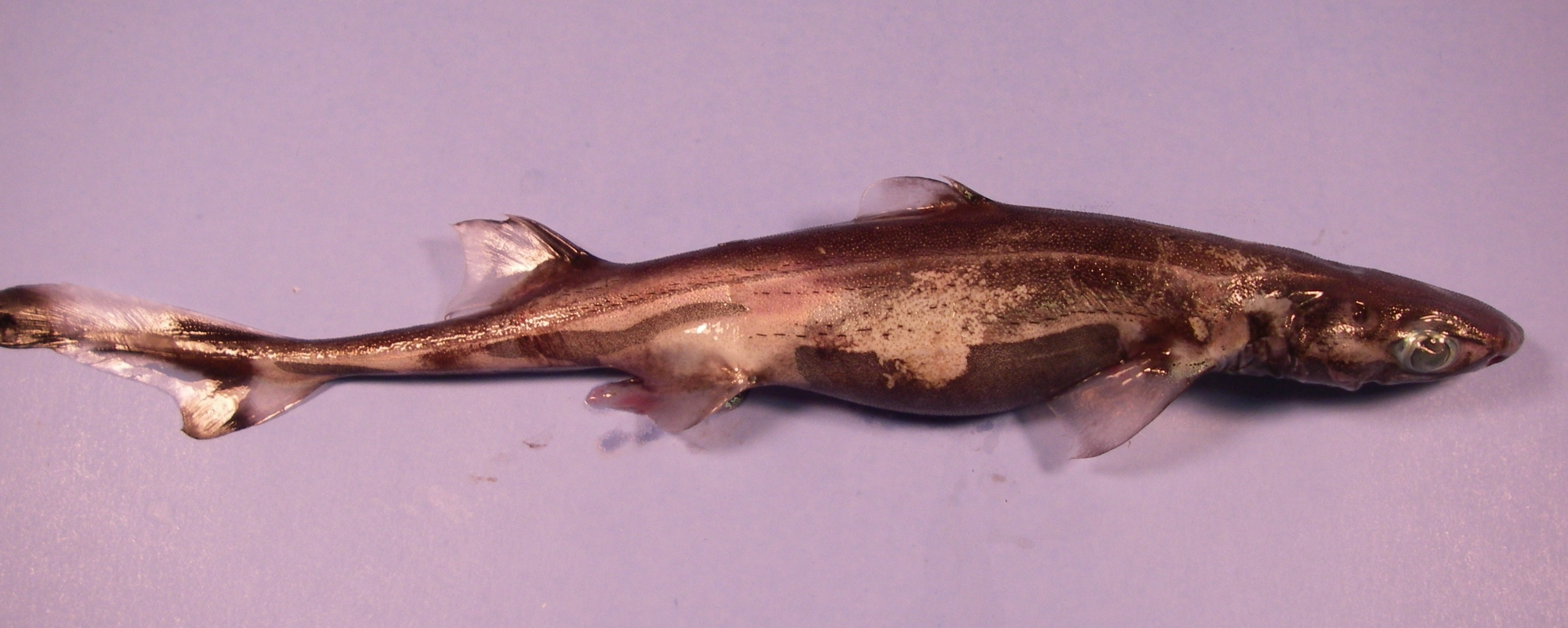
Etmopterus virens.

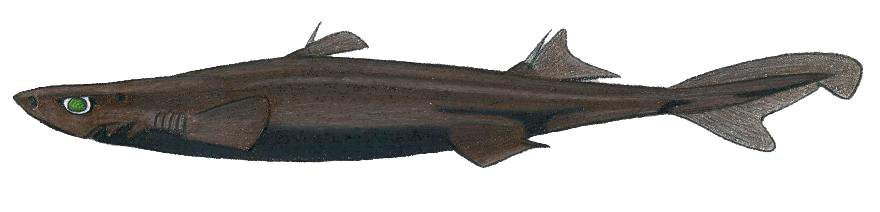
Etmopterus lucifer.

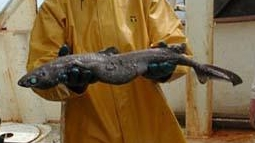
Centroscyllium fabricii.

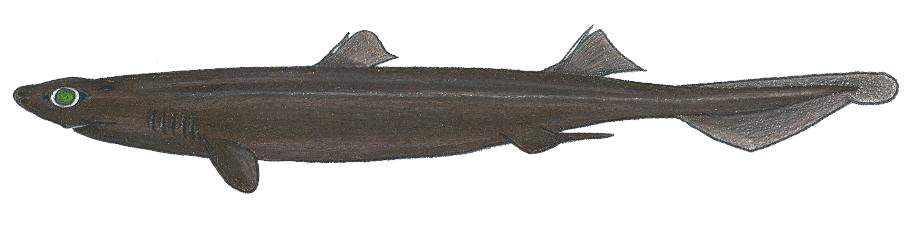
Centroscyllium granulatum.

La familia incluye cinco géneros y 45 especies:
- Aculeola
  - Aculeola nigra
- Centroscyllium
  - Centroscyllium excelsum
  - Centroscyllium fabricii
  - Centroscyllium granulatum
  - Centroscyllium kamoharai
  - Centroscyllium nigrum
  - Centroscyllium ornatum
  - Centroscyllium ritteri
- Etmopterus
  - Etmopterus baxteri
  - Etmopterus bigelowi
  - Etmopterus brachyurus
  - Etmopterus bullisi
  - Etmopterus burgessi
  - Etmopterus carteri
  - Etmopterus caudistigmus
  - Etmopterus compagnoi
  - Etmopterus decacuspidatus
  - Etmopterus dianthus
  - Etmopterus dislineatus
  - Etmopterus evansi
  - Etmopterus fusus
  - Etmopterus gracilispinis
  - Etmopterus granulosus
  - Etmopterus hillianus
  - Etmopterus litvinovi
  - Etmopterus lucifer
  - Etmopterus molleri
  - Etmopterus perryi
  - Etmopterus polli
  - Etmopterus princeps
  - Etmopterus pseudosqualiolus
  - Etmopterus pusillus
  - Etmopterus pycnolepis
  - Etmopterus robinsi
  - Etmopterus schultzi
  - Etmopterus sentosus
  - Etmopterus spinax
  - Etmopterus splendidus
  - Etmopterus tasmaniensis
  - Etmopterus unicolor
  - Etmopterus villosus
  - Etmopterus virens
- Miroscyllium
  - Miroscyllium sheikoi
- Trigonognathus
  - Trigonognathus kabeyai